# كريس كوبر (كرة سلة)
كريس كوبر (بالإنجليزية: Chris Cooper)‏ مواليد 17 يناير 1990 في دومسفريس، هو لاعب كرة سلة أمريكي. بدأ مسيرته الاحترافية في سنة 2012. يحمل الرقم 20. يبلغ طوله 6 قدم 9 بوصة (2.1 م).

## المسيرة الاحترافية
لعب مع شياولياي في موسم 2013–2014، ثم لعب مع سي إس يو بلويشت في موسم 2014–2015، ثم لعب مع نادي سيبيو لكرة السلة في سنة 2016.

## روابط خارجية
- كريس كوبر على موقع كرة السلة الأوروبية.كوم (الإنجليزية)
- كريس كوبر على موقع DraftExpress.com (الإنجليزية)
- كريس كوبر على موقع كلية كرة السلة في سبورتس رفرنس.كوم (الإنجليزية)
- كريس كوبر على موقع ريلجم (الإنجليزية)
- كريس كوبر على موقع بروبوليرز (الإنجليزية)
- كريس كوبر على موقع سبورتس رفرنس (الإنجليزية)
- كريس كوبر على موقع سبورتس رفرنس (الإنجليزية)